# ثيثيو

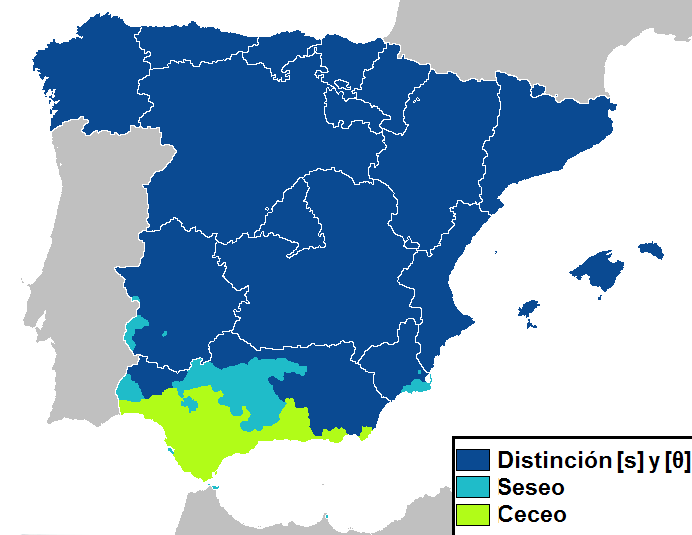

الثيثيو (باللغة الإسبانية ceceo أو seseo) ظاهرة في اللغة الإسبانية تصف الاختلاف بين اللهجات في تفريق لفظ حرفي C (حين يتليه e أو i) وZ. ففي أغلبية اللهجات الأميركية تكثر لفظ الحروف كسين، ولذلك تسمى سيسيو. أما في أغلبية اللهجات الأوروبية تلفظ كثاء، ولذلك تسمى ثيثيو.